# Lambert Armand Joseph van den Steen
Pour les autres membres de la famille, voir Famille van den Steen.
Lambert Armand Joseph van den Steen, baron de Jehay, né à Liège le 29 janvier 1747 et décédé à Amay le 26 juin 1824 , est une personnalité politique de la principauté de Liège.

## Biographie
Il obtint le 5 janvier 1791 une attestation de son ancienne noblesse et de sa généalogie signée des chanoines de Liège, le comte de Méan de Beaurieux, le baron de Loë de Vissen, le baron de Hompesch et le comte de Nesselrode ; déclaration confirmée et délivrée le 18 janvier 1819 par la commission de l'Ordre équestre de la province de Liège.
Il accompagna en 1794 son souverain en exil et ne rentra à Liège qu'après onze ans, lorsque la principauté fut réunie à l'Empire français. Il vécut ensuite dans une profonde retraite et il fut nommé par arrêté du roi Guillaume Ier des Pays-Bas le 26 avril 1816.

## Famille
Lambert van den Steen épousa le 22 mai 1777, Marie Hermanne Charlotte, libre baronne de Trappé, de Lozange Bondorff et du Saint-Empire romain, née le 18 mars 1758 et morte à Jehay le 29 août 1808. Il est inhumé avec son épouse dans le caveau familial à Jehay).
Le couple eut quatre enfants.
- Lambertine Caroline Joséphine (26 février 1778 - Jehay, 22 février 1850, inhumée dans le caveau de la famille à Jehay).
- Marie Charlotte Albertine (5 janvier 1780 - Munster (Westphalie) 19 mars 1798). Morte en exil. Inhumée dans l'église collégiale de Saint-Maurice, près de Munster, prénotée chanoinesse à Houzingen et à Asbeeck au bailliage de Hortzmar.
- Amand-Charles-Herman-Joseph (Liège, 29 mars 1781 - Rome, 13 mai 1846).
- Alexandre Joseph Hubert Nicolas (25 janv. 1792 - 13 mars 1798). Mort en exil et inhumé près de sa sœur à Saint-Maurice. Apprébendé peu de mois après sa naissance en appréhension des événements politiques, au grand chapitre noble de Liège.

## Fonctions politiques
- échevin de la souveraine et haute cour de justice de la ville et principauté de Liège, des comtés de Hornes et de Looz, duché de Bouillon
- dernier haut justicier du souverain juge de la baronnie de Jehay et des seigneuries annexées
- haut voué des abbayes de Flône et de la Paix-Dieu,
- président haut-voué de la cour des tenants de l'abbaye des Saint-Jacques à Liège, et du monastère des Clarisses ainsi que des seigneuries de Bassenge, Roclenge, Haaret et Bilstein.
- dernier conservateur de la Constitution caroline (Charles Quint, Ratisbonne, 1532) et de la concordance de Saint Simon et de Saint Jude.
- Membre de l'Ordre équestre de la province de Liège.
- Promulgateur le 11 août 1791 de l'amnistie et de la restauration qui suivirent la Révolution de 1789.
- Conseiller privé du prince-évêque de Liège.

## Titres
Baron van den Steen de Jehay et de Saive, vicomte de Harduemont, seigneur de Saive, Sainte-Anne, Termoigne, L'Albia, La Forlie et Faimes ;
Seigneur du ban de Celles, Jehay, Hacquenière, Rogerie, Dieu le Garde, Engis, Hautes et Basses Awirs.